# G0S2
G0S2 (англ. G0/G1 switch 2) – білок, який кодується однойменним геном, розташованим у людей на короткому плечі 1-ї хромосоми.  Довжина поліпептидного ланцюга білка становить 103 амінокислот, а молекулярна маса — 11 321.
| 10         |  | 20         |  | 30         |  | 40         |  | 50         |
| ---------- |  | ---------- |  | ---------- |  | ---------- |  | ---------- |
| METVQELIPL |  | AKEMMAQKRK |  | GKMVKLYVLG |  | SVLALFGVVL |  | GLMETVCSPF |
| TAARRLRDQE |  | AAVAELQAAL |  | ERQALQKQAL |  | QEKGKQQDTV |  | LGGRALSNRQ |
| HAS        |  |            |  |            |  |            |  |            |

A: Аланін

C: Цистеїн

D: Аспарагінова кислота

E: Глутамінова кислота

F: Фенілаланін

G: Гліцин

H: Гістидин

I: Ізолейцин

K: Лізин

L: Лейцин

M: Метіонін

N: Аспарагін

P: Пролін

Q: Глутамін

R: Аргінін

S: Серин

T: Треонін

V: Валін

Задіяний у такому біологічному процесі як апоптоз. 
Локалізований у мітохондрії.